# توموهیرو ناگاتسوکا
توموهیرو ناگاتسوکا (انگلیسی: Tomohiro Nagatsuka؛ زادهٔ ۲۸ نوامبر ۱۹۷۸) دوچرخه‌سوار سابق اهل ژاپن است.
وی در مسابقات کشوری و بین‌المللی در مجموع برندهٔ ۱ مدال نقره شده‌است.